# Villar-en-Val
Pour les articles homonymes, voir Villar.
Villar-en-Val  est une commune française, située dans le centre du département de l'Aude en région Occitanie.
Sur le plan historique et culturel, la commune fait partie du massif des Corbières, un chaos calcaire formant la transition entre le Massif central et les Pyrénées. Exposée à un climat méditerranéen, elle est drainée par le Sou et par deux autres cours d'eau. La commune possède un patrimoine naturel remarquable composé d'une zone naturelle d'intérêt écologique, faunistique et floristique.
Villar-en-Val est une commune rurale qui compte 23 habitants en 2022, après avoir connu un pic de population de 137 habitants en 1861. Ses habitants sont appelés les Villarois et ses habitantes les Villaroises.
Le patrimoine architectural de la commune comprend deux  immeubles protégés au titre des monuments historiques : l'église Saint-Paul, inscrite en 1998, et le château, inscrit en 1973.

## Géographie

### Communes limitrophes
| Ladern-sur-Lauquet | Fajac-en-Val         | Arquettes-en-Val (par un quadripoint) |
| Greffeil           | Villar-en-Val        | Labastide-en-Val                      |
|                    | Clermont-sur-Lauquet |                                       |

### Hydrographie
La commune est dans la région hydrographique « Côtiers méditerranéens », au sein du bassin hydrographique Rhône-Méditerranée-Corse. Elle est drainée par le Sou, le ruisseau de Montsec et le ruisseau des Agals, qui constituent un réseau hydrographique de 10 km de longueur totale,.
Le Sou, d'une longueur totale de 21 km, prend sa source dans la commune de Villar-en-Val et s'écoule d'ouest en est. Il traverse la commune et se jette dans l'Orbieu à Lagrasse, après avoir traversé 7 communes.

### Climat
Pour des articles plus généraux, voir Climat de l'Occitanie et Climat de l'Aude.
En 2010, le climat de la commune est de type climat méditerranéen altéré, selon une étude s'appuyant sur une série de données couvrant la période 1971-2000. En 2020, Météo-France publie une typologie des climats de la France métropolitaine dans laquelle la commune est dans une zone de transition entre le climat océanique altéré et le climat méditerranéen et est dans une zone de transition entre les régions climatiques « Pyrénées orientales » et « Provence, Languedoc-Roussillon ».
Pour la période 1971-2000, la température annuelle moyenne est de 13,6 °C, avec une amplitude thermique annuelle de 15,6 °C. Le cumul annuel moyen de précipitations est de 786 mm, avec 9,2 jours de précipitations en janvier et 4,1 jours en juillet. Pour la période 1991-2020, la température moyenne annuelle observée sur la station météorologique la plus proche, située sur la commune d'Arquettes-en-Val à 4 km à vol d'oiseau, est de 14,3 °C et le cumul annuel moyen de précipitations est de 820,2 mm,. Pour l'avenir, les paramètres climatiques de la commune estimés pour 2050 selon différents scénarios d'émission de gaz à effet de serre sont consultables sur un site dédié publié par Météo-France en novembre 2022.

### Milieux naturels et biodiversité

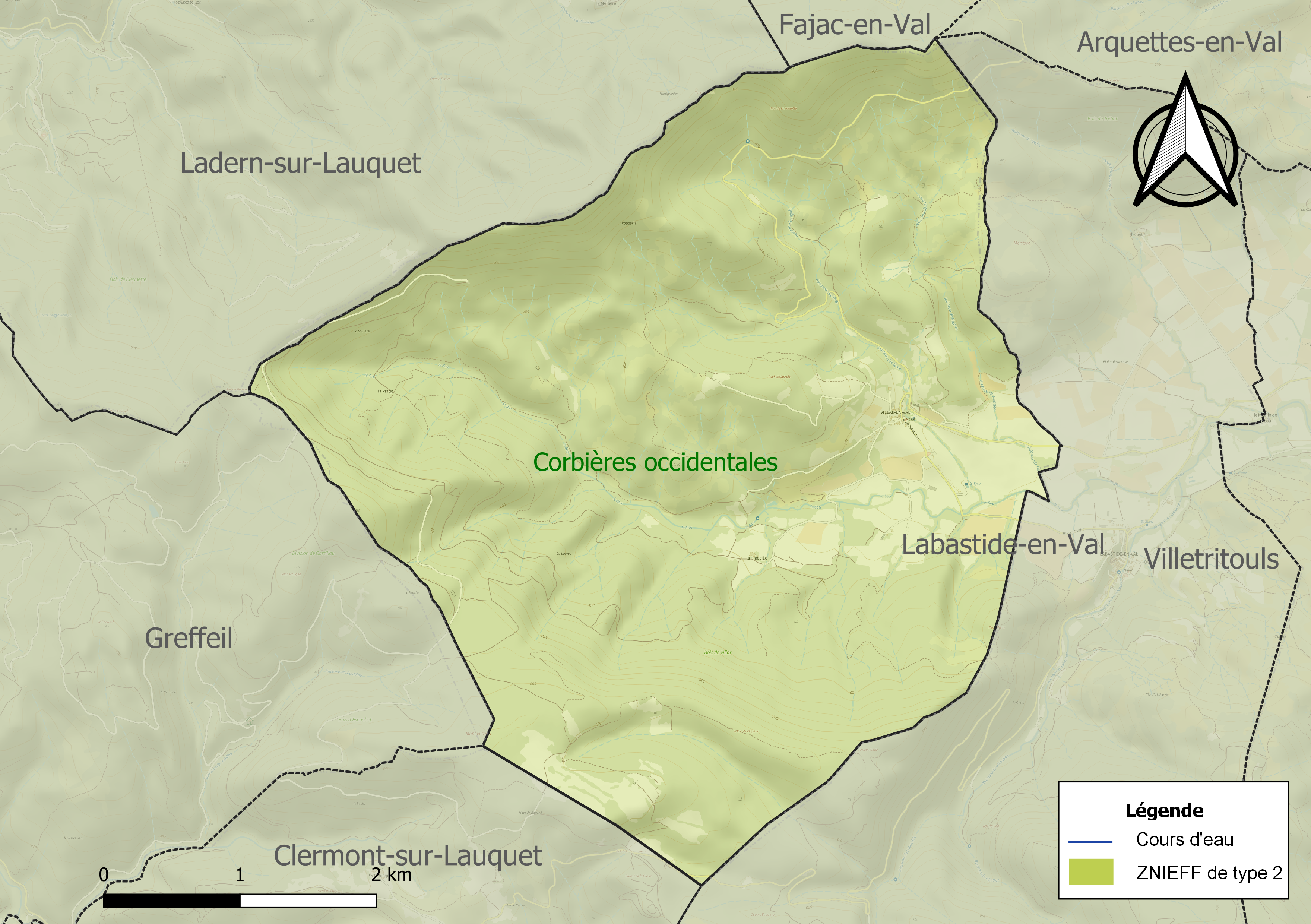
Carte de la ZNIEFF de type 2 localisée sur la commune.

L’inventaire des zones naturelles d'intérêt écologique, faunistique et floristique (ZNIEFF) a pour objectif de réaliser une couverture des zones les plus intéressantes sur le plan écologique, essentiellement dans la perspective d’améliorer la connaissance du patrimoine naturel national et de fournir aux différents décideurs un outil d’aide à la prise en compte de l’environnement dans l’aménagement du territoire.
Une ZNIEFF de type 2 est recensée sur la commune :
les « Corbières occidentales » (59 005 ha), couvrant 66 communes du département.

## Urbanisme

### Typologie
Au 1er janvier 2024, Villar-en-Val est catégorisée commune rurale à habitat très dispersé, selon la nouvelle grille communale de densité à 7 niveaux définie par l'Insee en 2022.
Elle est située hors unité urbaine et hors attraction des villes,.

### Occupation des sols
L'occupation des sols de la commune, telle qu'elle ressort de la base de données européenne d’occupation biophysique des sols Corine Land Cover (CLC), est marquée par l'importance des forêts et milieux semi-naturels (88,2 % en 2018), une proportion identique à celle de 1990 (88,2 %). La répartition détaillée en 2018 est la suivante : 
forêts (74,2 %), milieux à végétation arbustive et/ou herbacée (14 %), cultures permanentes (11,8 %). L'évolution de l’occupation des sols de la commune et de ses infrastructures peut être observée sur les différentes représentations cartographiques du territoire : la carte de Cassini (XVIIIe siècle), la carte d'état-major (1820-1866) et les cartes ou photos aériennes de l'IGN pour la période actuelle (1950 à aujourd'hui).

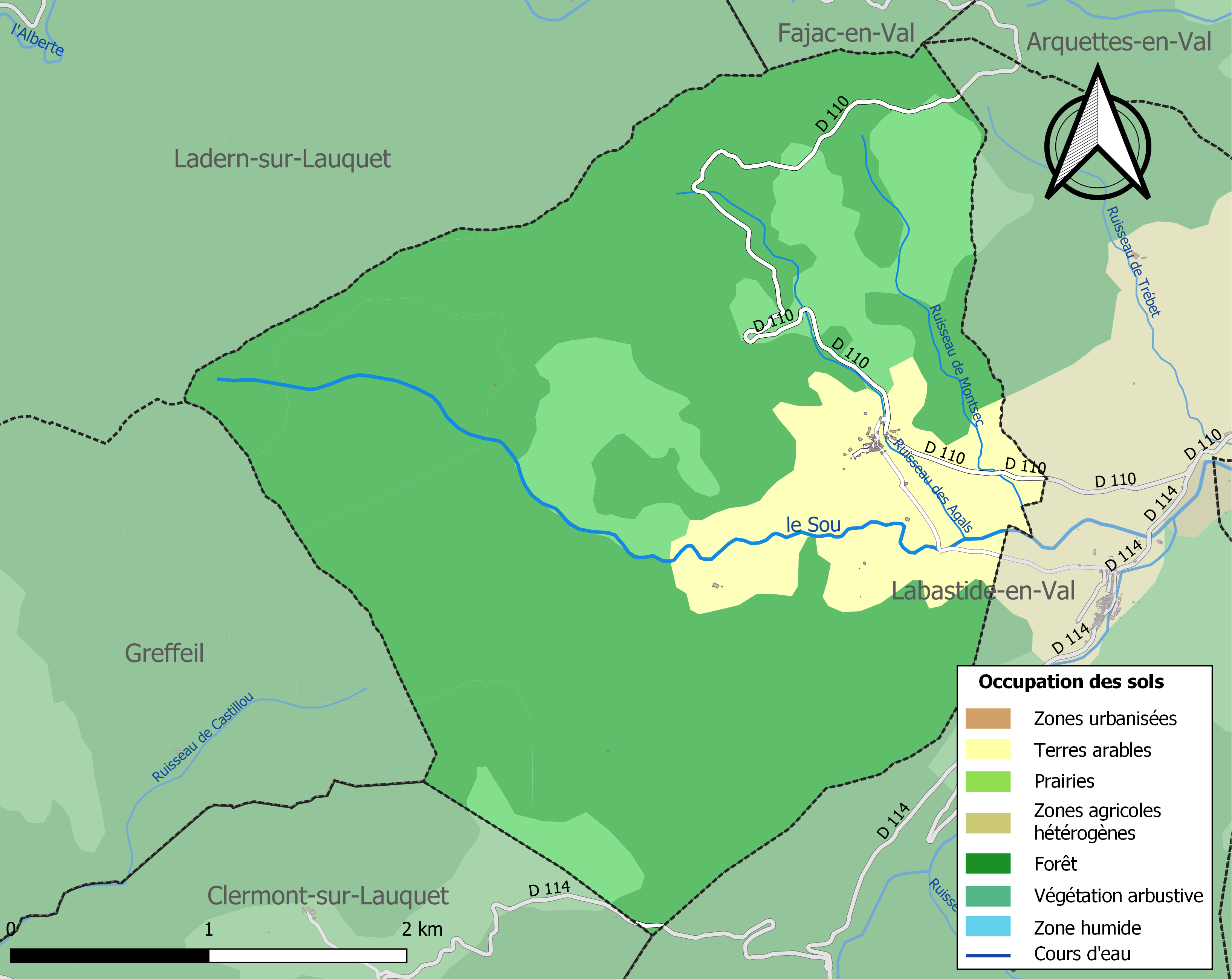
Carte des infrastructures et de l'occupation des sols de la commune en 2018 (CLC).

### Risques majeurs
Le territoire de la commune de Villar-en-Val est vulnérable à différents aléas naturels : météorologiques (tempête, orage, neige, grand froid, canicule ou sécheresse), inondations, feux de forêts et séisme (sismicité faible). Un site publié par le BRGM permet d'évaluer simplement et rapidement les risques d'un bien localisé soit par son adresse soit par le numéro de sa parcelle.
Certaines parties du territoire communal sont susceptibles d’être affectées par le risque d’inondation par débordement de cours d'eau, notamment le ruisseau de Glandes. La commune a été reconnue en état de catastrophe naturelle au titre des dommages causés par les inondations et coulées de boue survenues en 1982, 1992, 1996, 1999, 2005, 2009 et 2018,.

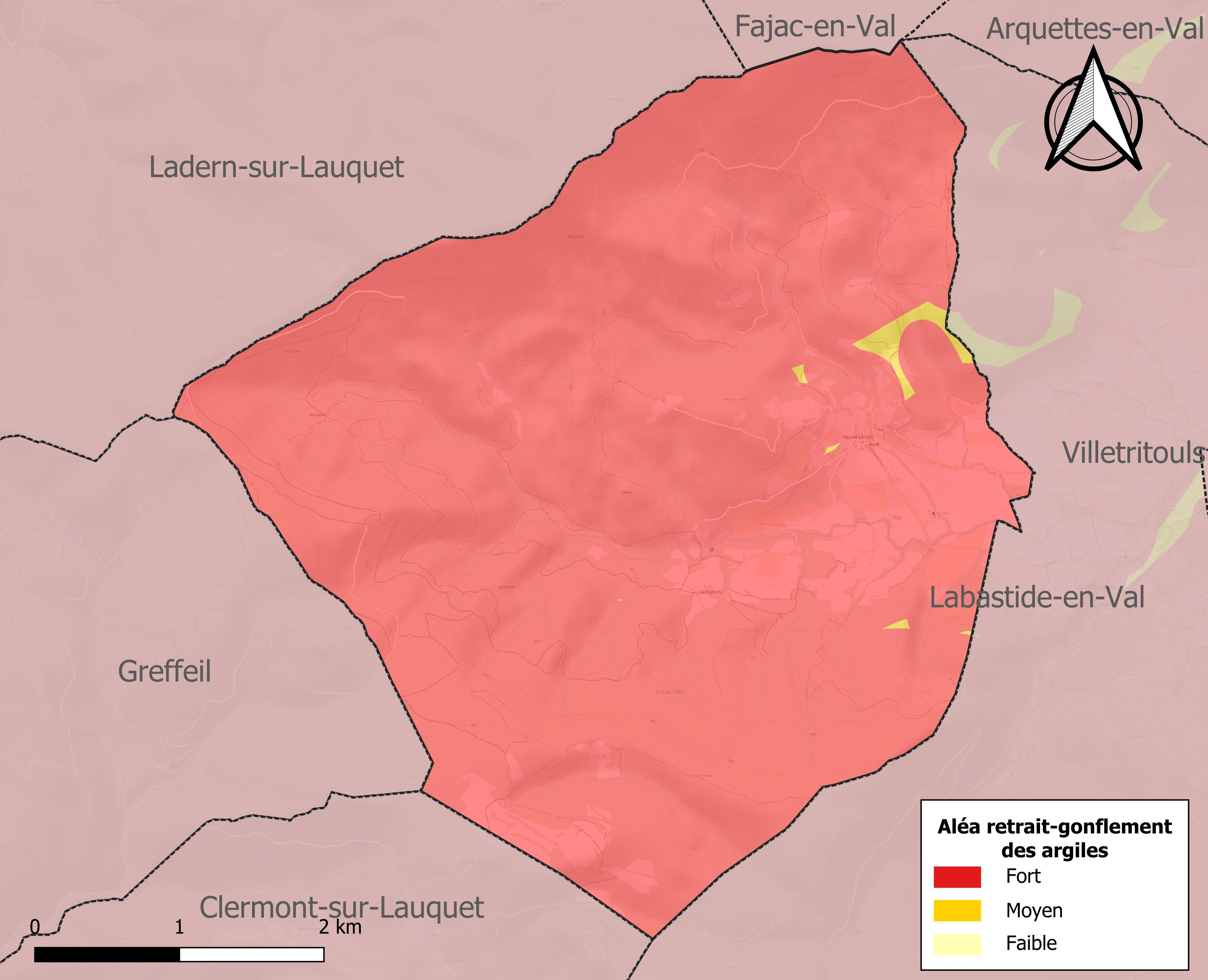
Carte des zones d'aléa retrait-gonflement des sols argileux de Villar-en-Val.

Le retrait-gonflement des sols argileux est susceptible d'engendrer des dommages importants aux bâtiments en cas d’alternance de périodes de sécheresse et de pluie. La totalité de la commune est en aléa moyen ou fort (75,2 % au niveau départemental et 48,5 % au niveau national). Sur les 29 bâtiments dénombrés sur la commune en 2019, 29 sont en aléa moyen ou fort, soit 100 %, à comparer aux 94 % au niveau départemental et 54 % au niveau national. Une cartographie de l'exposition du territoire national au retrait gonflement des sols argileux est disponible sur le site du BRGM,.

## Politique et administration

### Liste des maires
| Période                                  | Période  | Identité      | Étiquette | Qualité                              |
| ---------------------------------------- | -------- | ------------- | --------- | ------------------------------------ |
| ?                                        | ?        | Lionel Barrau | PS        |                                      |
| mars 1995                                | En cours | Magali Arnaud | SE        | Vice-présidente de Carcassonne Agglo |
| Les données manquantes sont à compléter. |          |               |           |                                      |

## Démographie
L'évolution du nombre d'habitants est connue à travers les recensements de la population effectués dans la commune depuis 1793. Pour les communes de moins de 10 000 habitants, une enquête de recensement portant sur toute la population est réalisée tous les cinq ans, les populations de référence des années intermédiaires étant quant à elles estimées par interpolation ou extrapolation. Pour la commune, le premier recensement exhaustif entrant dans le cadre du nouveau dispositif a été réalisé en 2008.

En 2022, la commune comptait 23 habitants, en évolution de −11,54 % par rapport à 2016 (Aude : +2,65 %, France hors Mayotte : +2,11 %).
| 1793 | 1800 | 1806 | 1821 | 1831 | 1836 | 1841 | 1846 | 1851 |
| ---- | ---- | ---- | ---- | ---- | ---- | ---- | ---- | ---- |
| 111  | 123  | 129  | 122  | 117  | 117  | 135  | 117  | 117  |

| 1856 | 1861 | 1866 | 1872 | 1876 | 1881 | 1886 | 1891 | 1896 |
| ---- | ---- | ---- | ---- | ---- | ---- | ---- | ---- | ---- |
| 116  | 137  | 117  | 116  | 93   | 71   | 94   | 85   | 78   |

| 1901 | 1906 | 1911 | 1921 | 1926 | 1931 | 1936 | 1946 | 1954 |
| ---- | ---- | ---- | ---- | ---- | ---- | ---- | ---- | ---- |
| 73   | 91   | 85   | 82   | 65   | 78   | 60   | 58   | 56   |

| 1962 | 1968 | 1975 | 1982 | 1990 | 1999 | 2006 | 2008 | 2013 |
| ---- | ---- | ---- | ---- | ---- | ---- | ---- | ---- | ---- |
| 38   | 29   | 23   | 26   | 25   | 30   | 33   | 34   | 28   |

| 2018 | 2022 | - | - | - | - | - | - | - |
| ---- | ---- | - | - | - | - | - | - | - |
| 25   | 23   | - | - | - | - | - | - | - |

## Économie

### Emploi
| Division       | 2008   | 2013   | 2018   |
| -------------- | ------ | ------ | ------ |
| Commune        | 4,5 %  | 0 %    | 0 %    |
| Département    | 10,2 % | 12,8 % | 12,6 % |
| France entière | 8,3 %  | 10 %   | 10 %   |

En 2018, la population âgée de 15 à 64 ans s'élève à 14 personnes, parmi lesquelles on compte 71,4 % d'actifs (71,4 % ayant un emploi et 0 % de chômeurs) et 28,6 % d'inactifs,. Depuis 2008, le taux de chômage communal (au sens du recensement) des 15-64 ans est inférieur à celui de la France et du département.
La commune est hors attraction des villes,. Elle compte 6 emplois en 2018, contre 5 en 2013 et 15 en 2008. Le nombre d'actifs ayant un emploi résidant dans la commune est de 10, soit un indicateur de concentration d'emploi de 60 % et un taux d'activité parmi les 15 ans ou plus de 41,7 %.
Sur ces 10 actifs de 15 ans ou plus ayant un emploi, 5 travaillent dans la commune, soit 50 % des habitants. Pour se rendre au travail, 70 % des habitants utilisent un véhicule personnel ou de fonction à quatre roues et 30 % n'ont pas besoin de transport (travail au domicile).

### Activités hors agriculture
Un seul établissement relevant d’une activité hors champ de l’agriculture est implanté  à Villar-en-Val au 31 décembre 2019.

### Agriculture
|               | 1988 | 2000 | 2010 | 2020 |
| ------------- | ---- | ---- | ---- | ---- |
| Exploitations | 6    | 3    | 3    | 4    |
| SAU (ha)      | 80   | 171  | 369  | 146  |

La commune est dans la « Région viticole » de l'Aude, une petite région agricole occupant une grande partie centrale du département, également dénommée localement « Corbeilles Minervois et Carcasses-Limouxin ». En 2020, l'orientation technico-économique de l'agriculture  sur la commune est la viticulture. Quatre exploitations agricoles ayant leur siège dans la commune sont dénombrées lors du recensement agricole de 2020 (six en 1988). La superficie agricole utilisée est de 146 ha,,.

## Culture locale et patrimoine

### Lieux et monuments
- Église Saint-Paul de Villar-en-Val. L'édifice a été inscrit au titre des monuments historiques en 1998[30].
- Chapelle de Villar-en-Val.
- Château de Villar-en-Val.

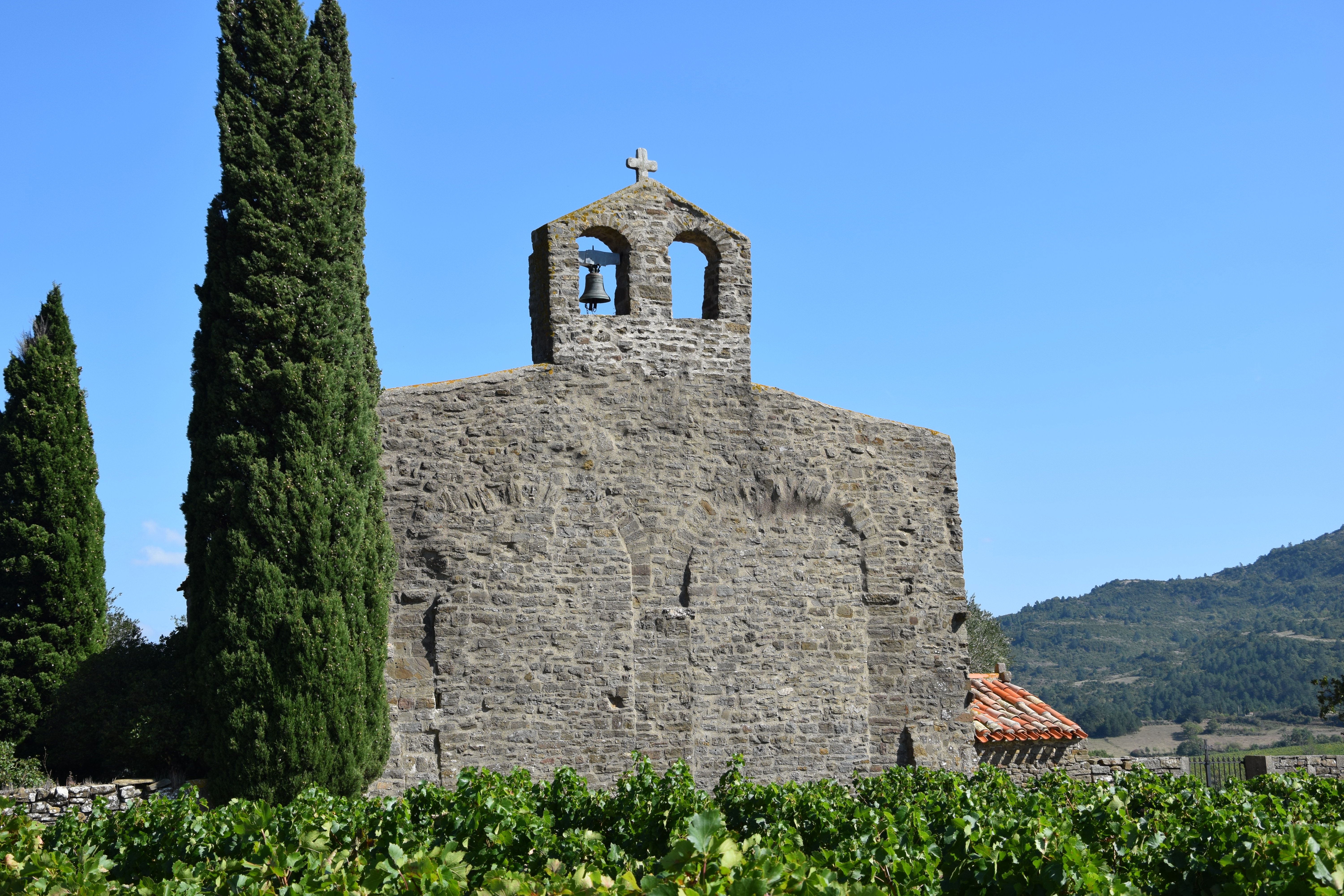
L'église Saint-Paul.
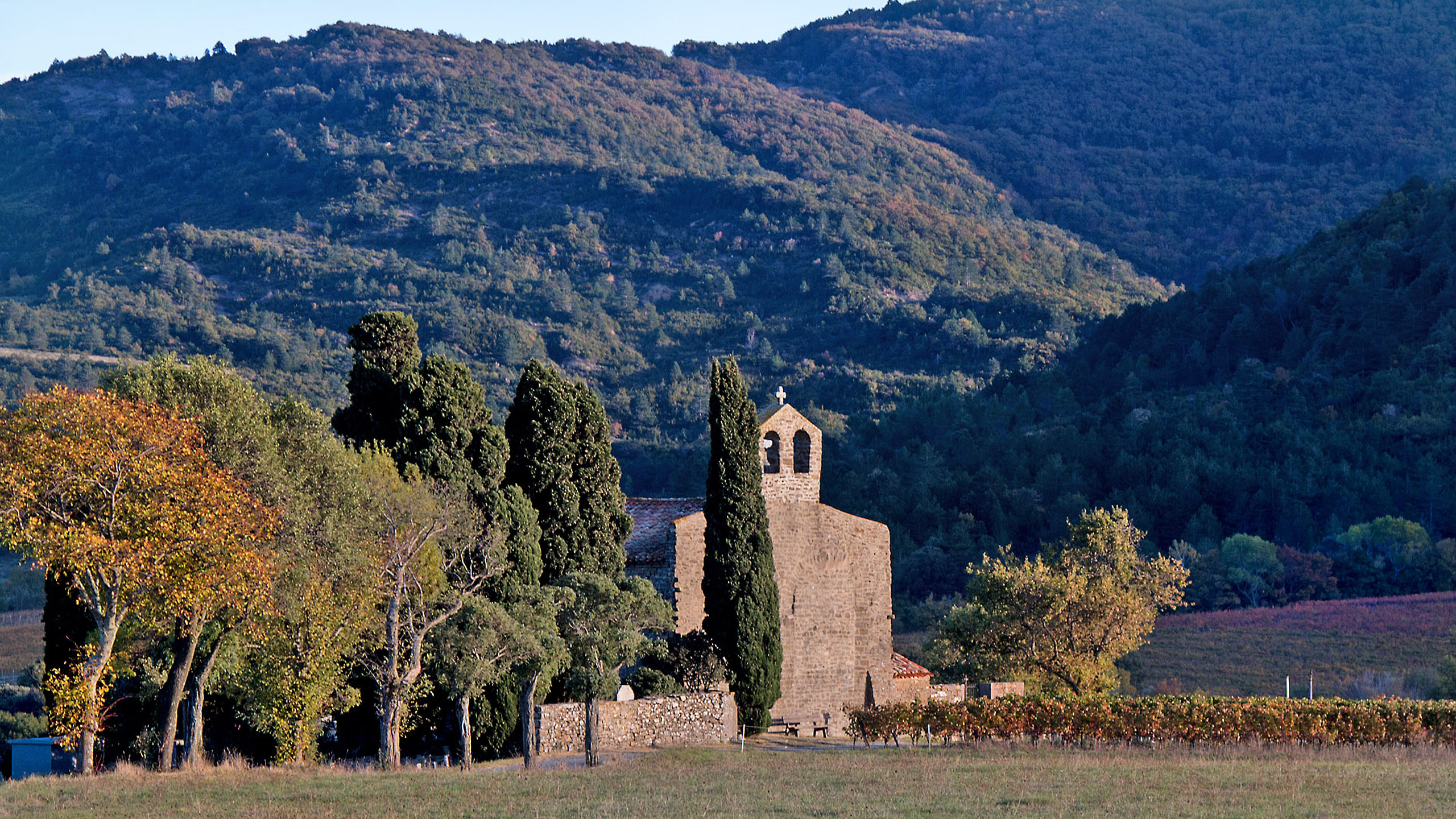
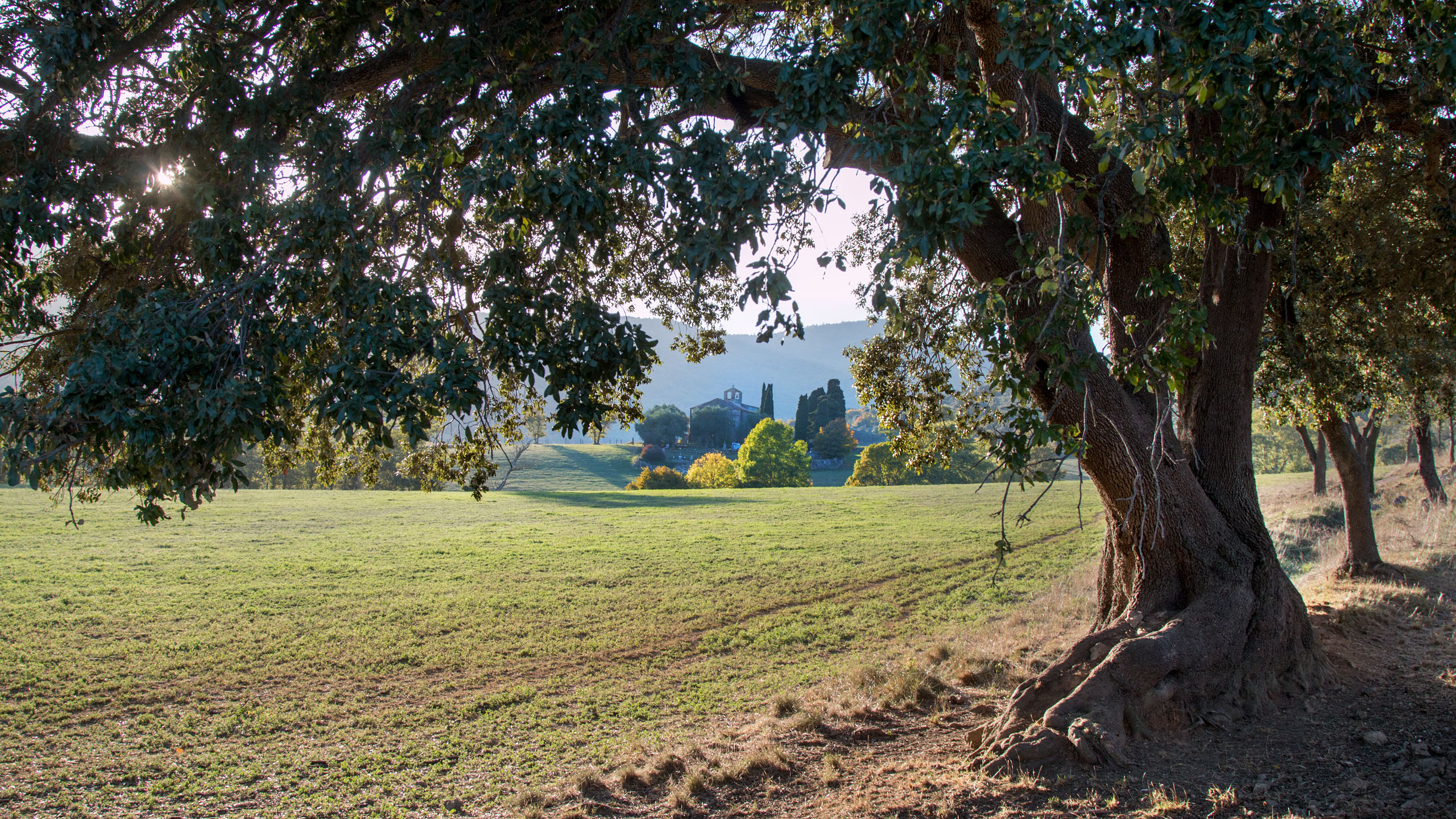
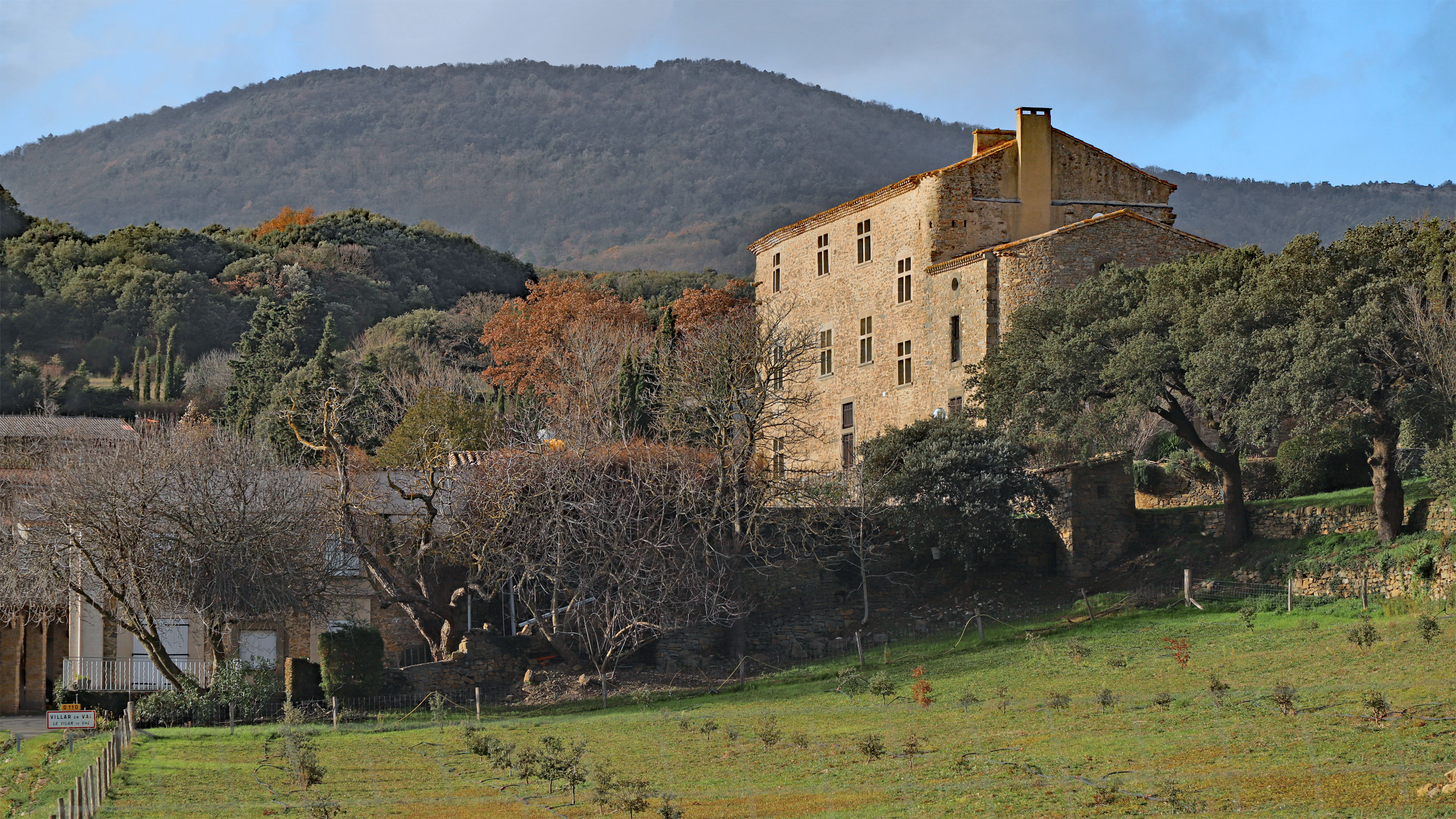
Château de Villar-en-Val.

### Manifestation culturelle
De 1994 à 2014, le festival poétique et champêtre de « La grande Deltheillerie », cofondé par Magali Arnaud, s'est déroulé autour du sentier Joseph Delteil, comportant des citations de l'écrivain. Il a réuni en période estivale de nombreux artistes, parmi lesquels: Julos Beaucarne, Paco Ibanez, Bireli Lagrene, Graeme Allwright, Georges Moustaki, Nilda Fernandez, Pierre Vassiliu, Souad Massi, Rufus ou Jordi Savall,,.

### Personnalités liées à la commune
Joseph Delteil (1894-1978) poète et écrivain, prix Femina 1925, natif du village.

### Héraldique
| Blason de Villar-en-Val | Blason  | De sinople à un besant d'or.                     |
| Blason de Villar-en-Val | Détails | Le statut officiel du blason reste à déterminer. |